# Доксарас, Николаос
Николаос Доксарас (греч. Νικόλαος Δοξαράς; 1706/1710, Каламата — 2 марта 1775, Закинф) — греческий художник XVIII века, видный представитель Семиостровной школы греческой живописи.

## Биография

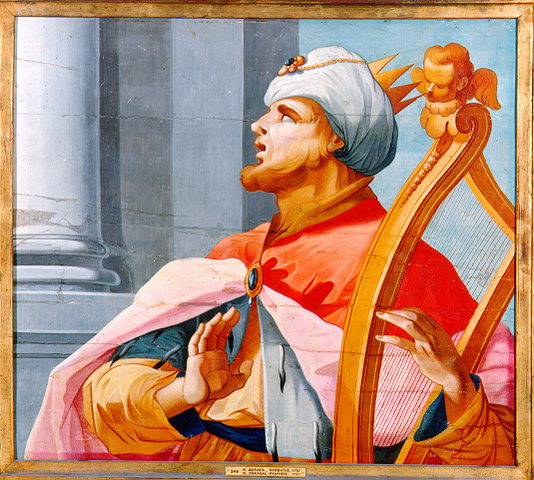
Пророк Давид. Византийский музей Закинфа.

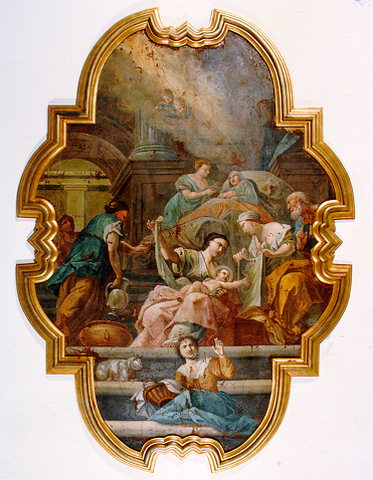
Рождество Пресвятой Богородицы.

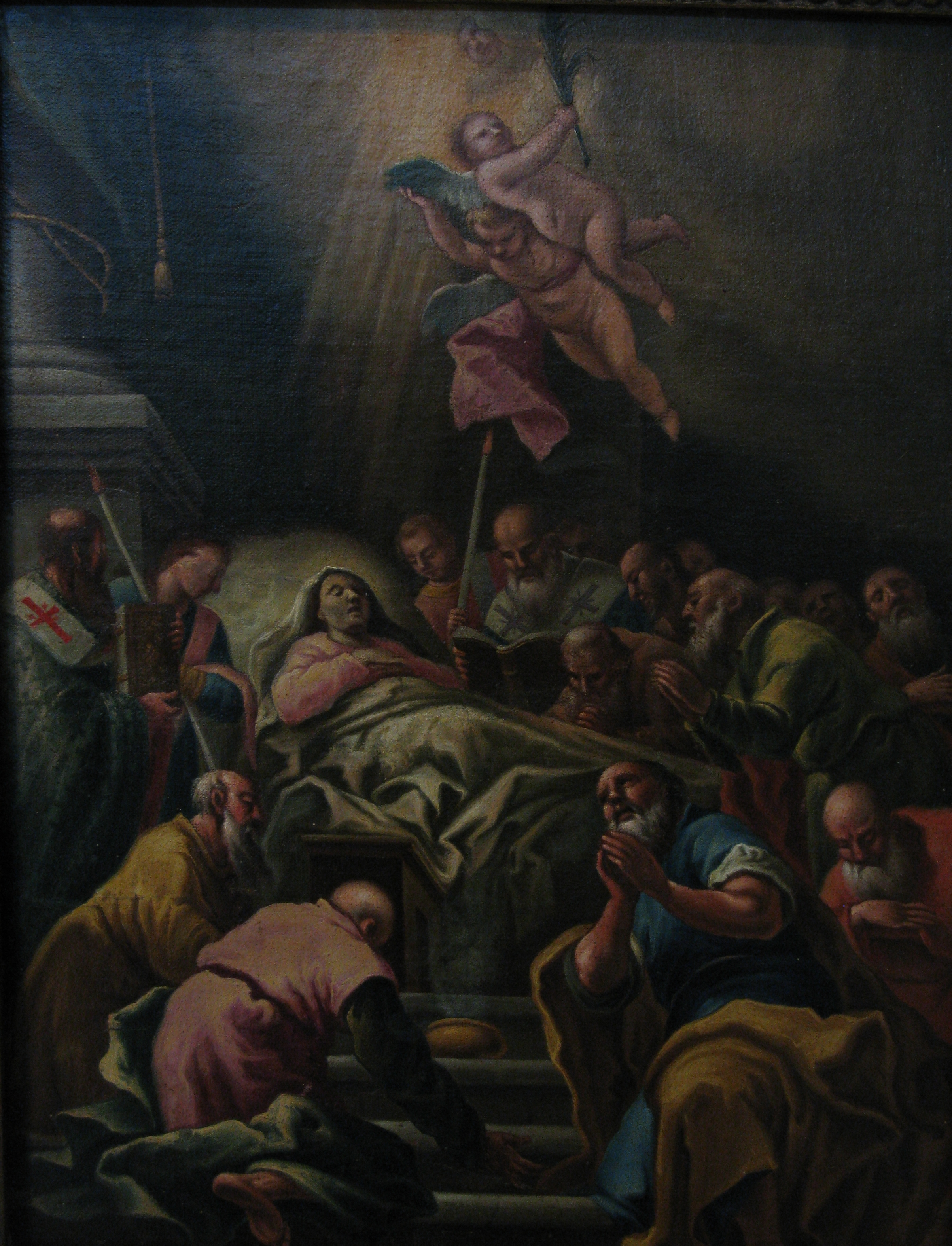
Успение Девы Марии.

Николаос Доксарас родился в городе Каламата между 1706 и 1710 годами. 
Отец Николаоса, Панайотис Доксарас, происходил из военного клана полуострова Мани, воевал против турок на стороне Венецианской республики, получил от венецианцев рыцарский и дворянский титулы и поместья на Ионических островах. 
С 1699 по 1704 год отец Доксарас учился живописи в Венеции, после чего вернулся на подконтрольные венецианцам греческие земли. С 1704 года семья Доксараса поселилась в, расположенном в предгорьях Мани, городе Каламата. 
В этот период, между 1706 и 1710 годами, родился Николаос Доксарас. 
В декабре 1714 года началась очередная турецко-венецианская война, в результате которой, в 1715 году, Пелопоннес перешёл под османский контроль. 
Семья Доксараса была в числе тысяч греков, покинувших родину вместе с венецианцами. Семья Доксарасов поселилась первоначально на острове Закинф, а затем на острове Лефкас, где у семьи были земельные владения. 
Отец Доксарас стал известным художником и признан сегодня искусствоведами как основатель Семиостровной школы греческой живописи. 
Одним из учеников Панайотиса Доксараса стал его сын Николаос. 
В 1722 году Николаос Доксарас отправился на остров Керкира, где в 1729 году вступил в армию Венецианской республики, под командованием друга и соратника отца, графа маршала Шуленбурга. 
После смерти отца и по протекции Шуленберга он был отправлен в Венецию, учиться на военного инженера и, одновременно, живописи.

## Художник Николаос Доксарас
Искусствоведы не располагают информацией у кого Доксарас учился живописи и только предполагают о возможном влиянии на него художников Пьяцетта, Джованни Баттиста и Тьеполо, Джованни Баттиста, господствовавших тогда в художественной жизни Венеции. 
В 1738 году Доксарас вернулся на подконтрольные венецианцам греческие земли и обосновался на острове Лефкас. С 1745 года он был назначен офицером жандармерии на острове Кефалиния. 
В 1752 году он обосновался на острове Закинф, на котором остался жить до конца своей жизни. 
Самыми значительными работами Николаоса Доксараса были росписи храма Фанеромени (Явления иконы Богородицы) на Закинфе (1754-1762/1765) и Айос-Минас (Святого Мины) на острове Лефкас (1762). В своих росписях художник следовал западной манере. Росписи Святого Мины были разрушены во время пожара в 1976 году, но были восстановлены на основании сохранившихся чёрно-белых фотографий. Росписи храма Фанеромени представляли особый интерес, поскольку вместо привычной фигуры Пантократора (Спас Вседержитель), были написаны Рождество Пресвятой Богородицы, Вознесение Девы Марии и Успение Богородицы, согласно традициям католической церкви. Эти росписи, кроме Рождества, были разрушены землетрясением 1953 года. 
Предварительные эскизы росписей хранятся в Национальной художественной галерее Греции.
Сохранившаяся Рождество Пресвятой Богородицы хранится в музее Закинфа. 
Продолжая традицию, начало которой положил его отец, Николаос Доксарас отошёл от пост-византийской церковной живописи и следовал итальянской манере. Его влияние было значительным в смене ориентации греческой живописи Ионических островов на Запад. 
Учеником Николаоса Доксараса был Николаос Кутузис.
Художник умер на острове Закинф 2 марта 1775 года.